# FK Čelik Nikšić
FK Čelik Nikšić (cirill írással: Фудбалски клуб Челик Никшић) egy montenegrói labdarúgócsapat Nikšićből. A montenegrói labdarúgó-bajnokságok 2006-os indulása óta a másodosztályban szerepelt, 2012-ben jutott fel az első osztályba.
Az Európa-ligában rendre sok furcsa gólt kapott és az első fordulóban kiesett. 2014 augusztusában a csapat támogatását megszüntették, amely miatt a csapat elvesztette a licencét és a negyedik ligába sorsolták vissza.

## Sikerei
- Másodosztály bajnok:
  - 1 alkalommal (2011–2012)

- Montenegrói labdarúgókupa-győztes:
  - 1 alkalommal (2012)

### Nemzetközi szereplése
| Idény     | Kupa        | Forduló         | Klub             | H.  | V.  | Össz. |
| --------- | ----------- | --------------- | ---------------- | --- | --- | ----- |
| 2012–2013 | Európa-liga | 1. selejtezőkör | Borac Banja Luka | 1–1 | 2–2 | 3-3*  |
| 2012–2013 | Európa-liga | 2. selejtezőkör | Metalurh Doneck  | 2–4 | 0–7 | 2-11  |
| 2013–2014 | Európa-liga | 1. selejtezőkör | Budapest Honvéd  | 1–4 | 0–9 | 1-13  |
| 2014–2015 | Európa-liga | 1. selejtezőkör | FC Koper         | 0–5 | 0–4 | 0–9   |

*idegenben lőtt góllal

## Edzők
- Slavoljub Bubanja (2001– )

## Fordítás
Ez a szócikk részben vagy egészben  a   FK Čelik Nikšić című angol Wikipédia-szócikk ezen változatának fordításán alapul.  Az eredeti cikk szerkesztőit annak laptörténete sorolja fel. Ez a jelzés csupán a megfogalmazás eredetét és a szerzői jogokat jelzi, nem szolgál a cikkben szereplő információk forrásmegjelöléseként.